# Рудакова, Елизавета Алексеевна
Елизавета Алексеевна Рудакова (1916—1959) — советская работница, затем — инструктор райкома КПСС.

## Биография
Родилась в 1916 году в селе Повалиха Барнаульского уезда Томской губернии (ныне Первомайского района Алтайского края). В 1934 г. окончила школу ФЗУ.
В 1934—1959 годах — слесарь на монтаже оборудования, машинистка ширильной машины, бригадир ширильных агрегатов, стахановка, комсорг Барнаульского меланжевого завода, инструктор Топчихинского райкома КПСС.
В 1934 г. награждена орденом «Знак Почёта».
Стахановка: в начале 1936 г. перешла к обслуживанию 36 станков вместо 8.
Депутат чрезвычайного VIII съезда Советов СССР, на котором была принята первая Конституция СССР (1936).
Избиралась депутатом Верховного Совета СССР 1-го созыва.
Умерла в 1959 году, похоронена на сельском кладбище.